# Zdeněk Zelenka
Zdeněk Zelenka (ur. 15 grudnia 1954 w Pradze) – czeski scenarzysta i reżyser.

## Filmografia (wybór)
- Čarovné dědictví, 1985
- Jsi falešný hráč, 1986
- Freonový duch, 1990
- Radostný život posmrtný, 1990
- Requiem pro panenku, 1991
- Zálety koňského handlíře, 1991
- Oko za oko, 1991
- Láska zlatnice Leonetty, 1991
- Svědkyně, 1991
- Lorna a Ted, 1991
- Královský život otroka, 1992
- Elegantní řešení, 1994
- Báječný víkend, 1994
- Poslední slovo, 1994
- Válka barev, FA Film, 1994
- Kean, Česká televize, 1995
- Azrael, anděl smrti, Česká televize, 1995